# Blok (ugrupowanie)
Blok (pełna nazwa Blok Kubistów, Suprematystów i Konstruktywistów) – awangardowe ugrupowanie artystyczne założone w Warszawie i działające w latach 1924–1926.

## Historia i profil

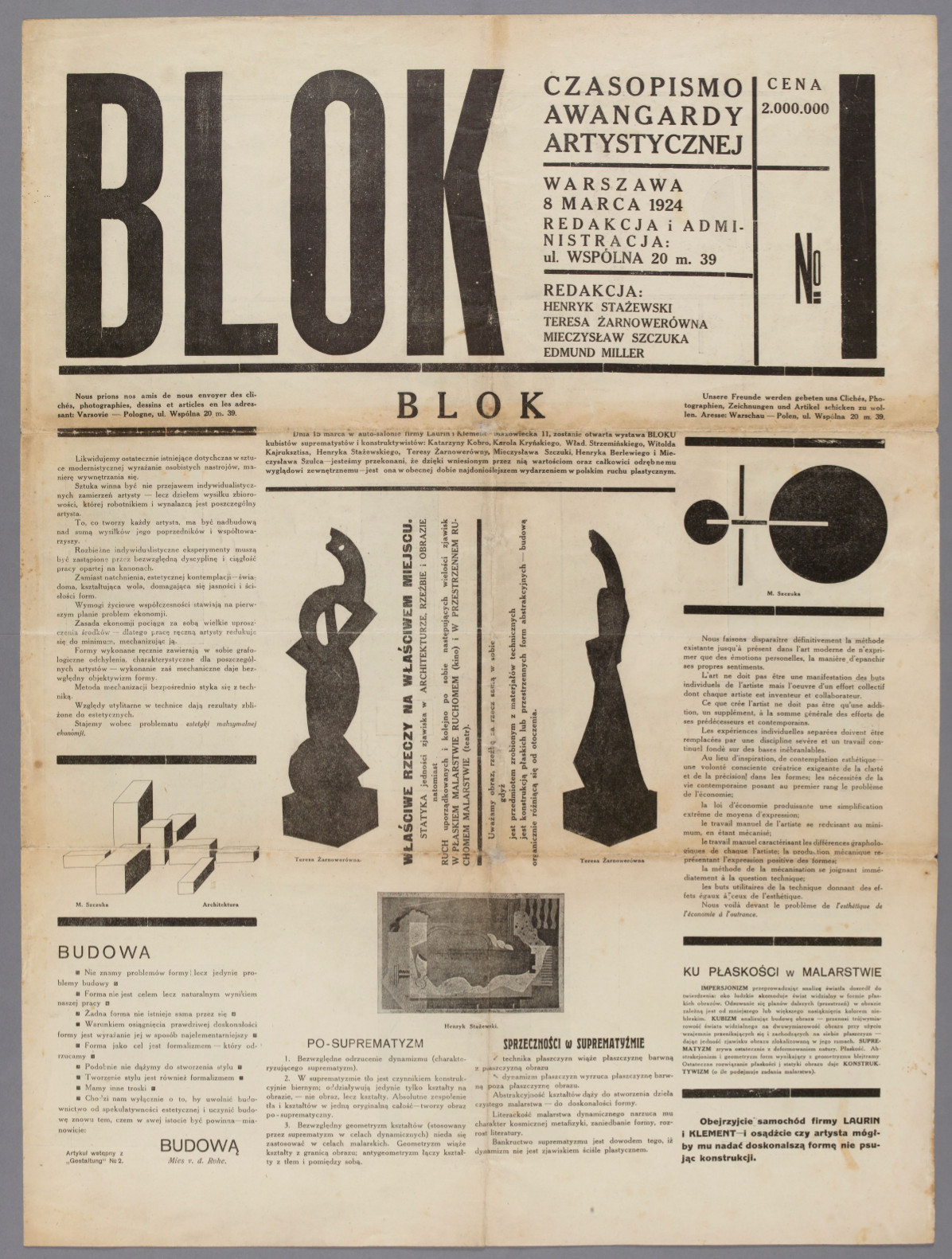
Pierwsza strona pisma wydawanego przez grupę „Blok”, zaprojektowana przez Henryka Stażewskiego

Zawiązanie się grupy „Blok” było konsekwencją wileńskiej ekspozycji „Wystawa Nowej Sztuki”, którą zorganizowano w 1923. Do „Bloku” należeli m.in. Mieczysław Szczuka, Jan Golus, Katarzyna Kobro-Strzemińska, Władysław Strzemiński, Teresa Żarnowerówna, Henryk Berlewi, Henryk Stażewski, Maria Nicz-Borowiakowa, Aleksander Rafałowski, Maria Puciatycka, Witold Kajruksztis, Karol Kryński, Teresa Roszkowska i Mieczysław Schulz. Artyści wydawali czasopismo „Blok”, w którym publikowano prace zagranicznych artystów takich jak Kazimierz Malewicz, Filippo Tommaso Marinetti, Theo van Doesburg, Kurt Schwitters czy Herwarth Walden. 
Grupa rozpadła się w 1926 w wyniku sporów ideowych. Mieczysław Szczuka wraz z Teresą Żarnowerówną utożsamiali twórczość artystyczną z pracą produkcyjną. Postulowali użyteczność sztuki dla społeczeństwa, ale pojmując ją przy tym czysto instrumentalnie. Sztuka miała służyć projektowaniu przedmiotów, typografii itp. Strzemiński, Kobro i Stażewski widzieli ów utylitaryzm nieco inaczej. Sztuka, zachowując pełną autonomię, miała, ich zdaniem, kształtować aktywność człowieka.
Władysław Strzemiński, Katarzyna Kobro i Henryk Stażewski opuścili Blok, by wraz z grupą architektów działać pod nazwą „Praesens”.